# Stadsmuseum Grave

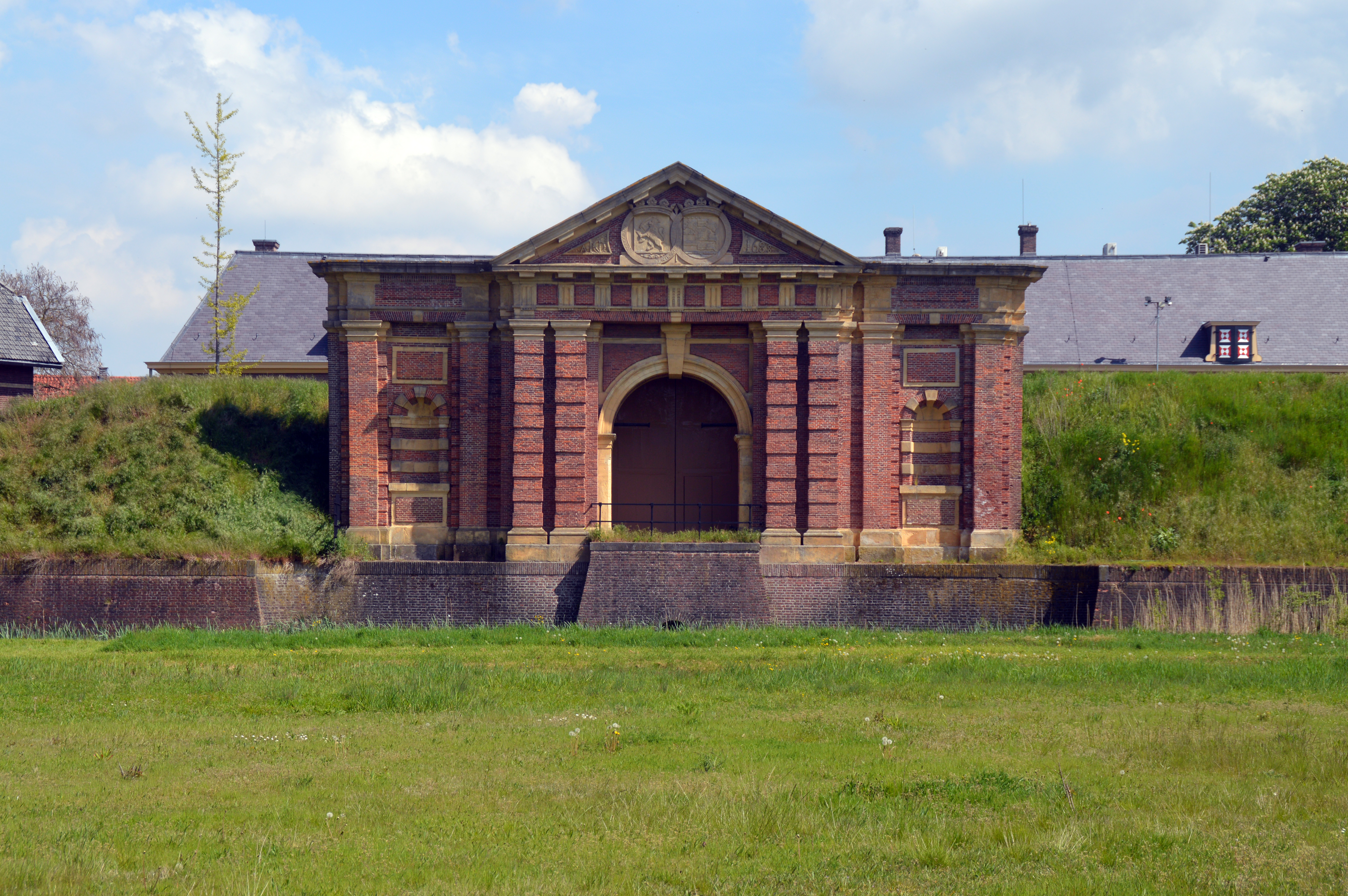
De Hampoort

Het Stadsmuseum Grave is een streekmuseum in de Noord-Brabantse stad Grave, dat zich bevindt in de 17e-eeuwse Hampoort.

## Geschiedenis
Het museum is ontstaan uit de privé-verzameling van de Graafse amateurarcheoloog Martien Koolen. De verzameling groeide en daarom zocht en vond hij in 1977 een nieuwe uitstallingsruimte in het Oude Stadhuis. In 1979 werd een groot deel van de voorwerpen vernield door een verwarde man. In de jaren hierna werd vanuit de Graafse bevolking een nieuwe verzameling opgebouwd die archeologische voorwerpen, prenten en andere objecten omvatte. 
Deze verzameling ontgroeide de tentoonstellingsruimte in het Oude Stadhuis en verhuisde in 1980 naar een ruimte die behoorde tot de Sint-Elisabethkerk. De kerk had deze ruimte echter zelf weer nodig toen in 2002 de parochie samengevoegd werd met die van de Hemelvaartskerk. Om deze reden verhuisde het museum naar een historisch pand in de Lomberdstraat. Op 31 maart 2006 werd het museum ten slotte gehuisvest in een speciaal daarvoor ingericht deel van de Hampoort (1688).

## Programmering en inrichting
Het museum heeft een permanente tentoonstelling en organiseert wisselende exposities. Daarnaast maken de twee zogeheten brugkazematten van de Peel-Raamstelling, Kazemat Noord en Kazemat Zuid, deel uit van het museum. Hier worden speciale tentoonstellingen gehouden, betrekking hebbend op de Tweede Wereldoorlog. 
De permanente tentoonstelling, onder de titel Vensters op het Graafs erfgoed, is gegroepeerd rond een grote maquette die de stad Grave in het jaar 1845 uitbeeldt. Veel materiaal heeft betrekking op de geschiedenis van de streek en van de vesting. Ook worden er voorwerpen getoond die bij opgravingen zijn gevonden, en daarnaast beeldmateriaal en documentatie. Er wordt aandacht besteed aan Grave als meest belegerde stad van Nederland (Beleg van Grave (1586) en Beleg van Grave (1602)).